# Proplasztisz

A proplasztisz a főleg növényekben megtalálható plasztiszok legkevésbé differenciált formája, melyből bármelyik plasztisztípus létrejöhet. A még színtelen proplasztiszok főleg a merisztémasejtekben figyelhetők meg, de a gyökér- vagy az epidermiszsejtekben megmaradhatnak differenciálatlan állapotukban. Apró, mikronnyinál kisebb gömb vagy lencse formájú sejtszervecskék, fejletlen tilakoid membránokkal. Sztrómaállományukban keményítőszemek, lipidcseppek vagy fehérjét raktározó vezikulumok is előfordulhatnak.